# Воробйов Валерій Олександрович
Вале́рій Олекса́ндрович Воробйо́в (нар. 14 січня 1970, Дніпропетровська область, УРСР) — колишній радянський та український футболіст, воротар. Захищав кольори збірної України.

## Біографія

### Клубна кар'єра
Народився у Дніпропетровській області. Як і більшість хлопчаків почав займатися футболом самостійно, грав у дворових командах. Пізніше Воробйова було зараховано до футбольної школи «Дніпро-75», де одним з його перших тренерів був Олексій Садовников.

Після випуску зі спортивної школи Валерій засвітився у павлоградському «Шахтарі», однак згодом продовжив тренування під проводом Леоніда Колтуна у «Дніпрі», де йому довелося конкурувати за місце в основному складі з Сергієм Краковським та Валерієм Городовим. Для молодого голкіпера це виявилося надскладним завданням — у складі дніпропетровців він так і не дебютував, однак досвід, що був отриманий Воробйовим від співпраці з такими майстрами воротарської справи, допоміг йому у подальшій кар'єрі голкіпера.

Після двох сезонів у полтавській «Ворсклі» Валерій Воробйов опинився у складі «Кривбасу» (Кривий Ріг), де й розкрився повною мірою. Гра, що її демонстрував Валерій, місцями здавалася просто фантастичною як вболівальникам, так і спеціалістам. Ключовим моментом на тому етапі його кар'єри виявився матч 3 квітня 1994 року проти київського «Динамо», у якому воротар парирував два одинадцятиметрові удари від Олександра Призетка та Віктора Леоненка. Після цього Воробйов отримав запрошення до динамівського клубу, якому не було рівних в Україні на той час.

Однак у Києві в нього не склалося. Валерію було психологічно складно адаптуватися до такої сильної команди, через що він провів у складі «Динамо» лічену кількість матчів. Воробйов навіть був заявлений на Лігу Чемпіонів, однак жодного разу на полі не з'явився, обмежившись перебування на лаві запасних.

Наступним клубом у кар'єрі голкіпера став столичний «ЦСКА-Борисфен», що виступав на той час у першій лізі. Однак, відігравши півсезону у складі київського клубу, Воробйов вирішив повернутися до Кривого Рогу і продовжити виступи за «Кривбасс». Не одразу, проте від гри до гри Валерій додавав, повертаючи втрачену впевненість у власних силах і врешті-решт вийшовши знову на той рівень, який він мав до від'їзду у «Динамо». Справедливою оцінкою гри голкіпера стало запрошення Валерія до лав московського «Спартака», однак щось у столиці Росії у Воробйова не склалося і він лишився в Кривому Розі.

Однак вже у 1997 році Воробйов усе ж опинився у Москві. Проте у іншому клубі — в його послугах було зацікавлене «Торпедо», на умови якого український воротар не роздумуючи пристав. І як показав час — не помилився. Впевненою грою у складі московської команди Валерій зміг знову привернути до себе увагу тренерів національної збірної України. А у 2000 році торпедівці за участі Воробйова досягли найбільшого успіху в чемпіонатах Росії за весь період існування клубу, посівши третю позицію у турнірній таблиці. У 2003 році Валерій отримав травму спини, відновлення після якої видалося достатньо важким. Після повернення на поле голкіпер так і не зміг остаточно знайти свою гру і керівництво «Торпедо» вирішило припинити співпрацю з воротарем, що віддав клубу останні шість років свого футбольного життя. Сам же Воробйов вирішив закінчити кар'єру гравця, не бажаючи продовжувати виступи у якому іншому клубі.

### Виступи у збірній
Вперше виклик до лав збірної Воробйов отримав у 1994 році, перейшовши до складу київського «Динамо». Проте дебютний матч проти збірної ОАЕ так і залишився єдиним на той час. Здавалося, що на цьому історія виступів Валерія у головній команді країни скінчиться, однак впевнена гра голкіпера у складі московського «Торпедо» наприкінці 90-х змусила керманичів збірної звернути увагу на досвідченого воротаря. Таким чином Воробйов ще п'ять разів надягав форму «жовто-блакитної» команди. Окремо слід виділити два матчі відбіркового турніру до Чемпіонату Європи 2000 року проти збірних Андорри та Вірменії у яких тренерський штаб довірив останній рубіж Валерію Воробйову.
| 01. | 26.08.1994 | Німеччина | Муніципальний стадіон, Грассау   | ОАЕ — Україна      | 1-1 | Товариський матч    |  |  |  |
| 02. | 19.08.1998 | Україна   | НСК «Олімпійський», Київ         | Україна — Грузія   | 4-0 | Товариський матч    |  |  |  |
| 03. | 20.03.1999 | Грузія    | Стадіон Бориса Пайчадзе, Тбілісі | Грузія — Україна   | 0-1 | Товариський матч    |  |  |  |
| 04. | 05.06.1999 | Україна   | НСК «Олімпійський», Київ         | Україна — Андорра  | 4-0 | Відбірковий ЧЄ-2000 |  |  |  |
| 05. | 09.06.1999 | Вірменія  | Республіканський стадіон, Єреван | Вірменія — Україна | 0-0 | Відбірковий ЧЄ-2000 |  |  |  |
| 06. | 18.08.1999 | Україна   | «Динамо», Київ                   | Україна — Болгарія | 1-1 | Товариський матч    |  |  |  |

## Досягнення
- Бронзовий призер чемпіонату Росії (2000)

## Цікаві факти
- У чемпіонаті України 1993/94 років з одинадцяти пенальті, що були призначені в його ворота, суперники не реалізували шість[1].
- У 2010 році вже екс-голкіпер національної збірної України, сам того не бажаючи, став об'єктом інтернет-скандалу. Художник та світський оглядач Петро Аксьонов, що веде колонку у виданні «НГ-антракт», написав ніби-то у одному з елітних московських ресторанів напівзакритого типу він зустрів саме Воробйова, який досить тепло привітався з шеф-кухарем та дав зрозуміти, що він у цьому закладі не вперше[2]. Ця замітка обурила журналіста Станіслава Мініна, який у своєму блозі зазначив[3], що факти, наведені Аксьоновим у статті, швидше за все є вигадкою і не відповідають дійсності. Декілька місяців потому Петро Аксьонов відреагував на критику колеги розгорнутим матеріалом про дозвілля російських спортсменів[4], де ще раз підтвердив, що усе, про що він писав раніше — правда.